# Birtavarre

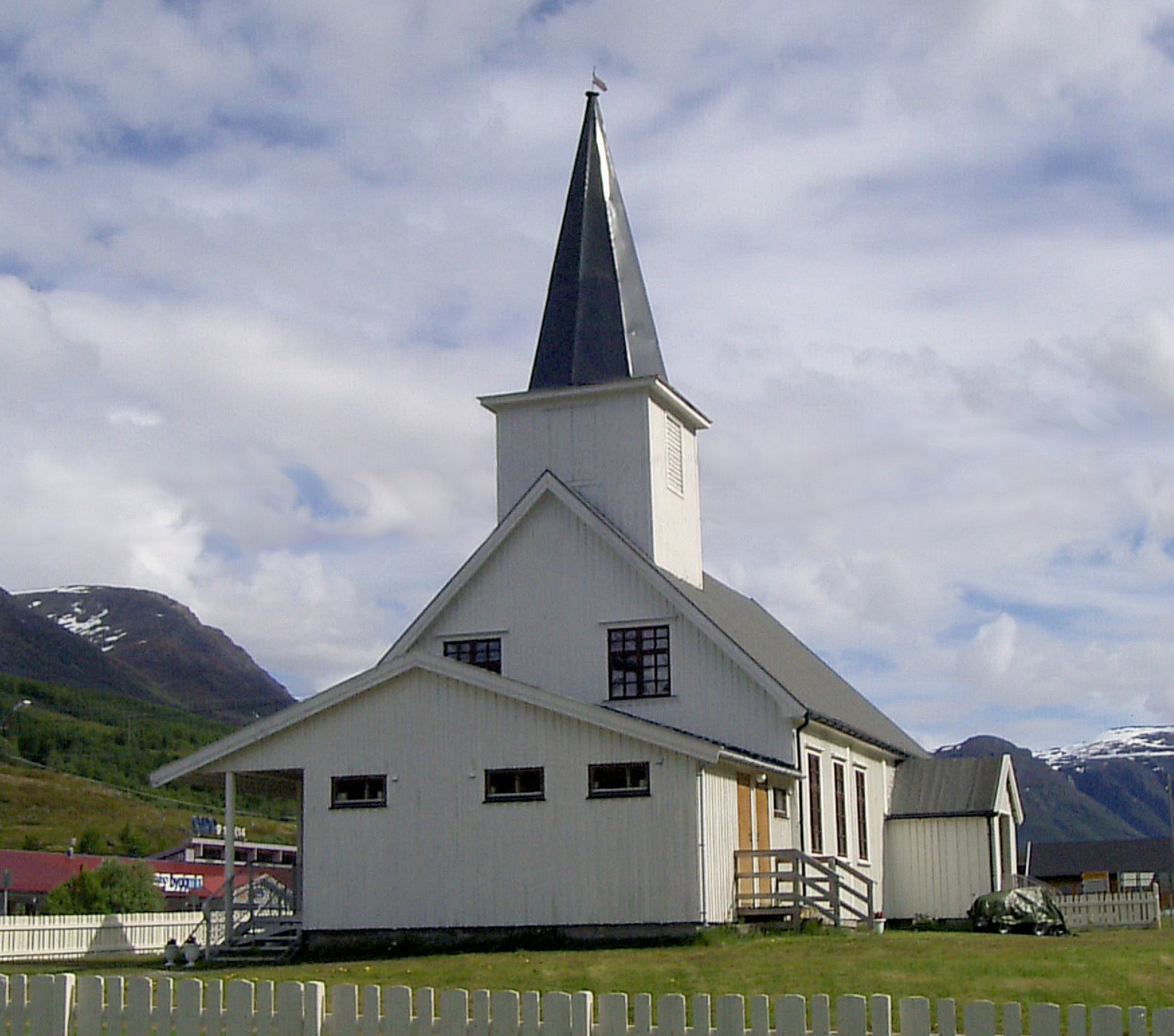
Birtavarre kirke

Birtavarre (oder Kåfjordbotn oder kvenisch Pirttivaara oder nordsamisch Gáivuonbahta) ist ein Tettsted in der Gemeinde Kåfjord in Troms in Norwegen. Der Ort hat 228 Einwohner (Stand: 1. Januar 2024).
Birtavarre ist einer von drei Orten in der Gemeinde und beherbergt unter anderem die Gesundheitsdienste (norwegisch helsetjenester) für Kåfjords helsesenter. Der Ort hat ein gut ausgebautes Serviceangebot, unter anderem Läden, eine Tankstelle, eine Werkstatt, eine Werkzeughandlung (norwegisch husflidutsalg), einen Friseur und einen Campingplatz mit Hütten. Der Ort hat auch eine Wollspinnerei, die ungewaschene Wolle mit Maschinen vom Beginn des 20. Jahrhunderts spinnt.
Birtavarre ist das Tor zum Haltitunturi, Finnlands höchstem Berg. Von der E6, die direkt vor dem Ort verläuft, kann man der Regionalstraße 333 (norwegisch fylkesvei 333) folgen, in deren Anschluss eine im Sommer geöffnete, geschotterte Gebirgsstraße folgt, die bis zum Fuß des Haltitunturi an der Innenseite des Sees Guolasjávri führt.
In früheren Zeiten gab es in Ankerlia ein Bergbaugebiet mit Verhüttung, das vom Nord-Troms Museum erhalten wird. Während des Betriebs der Gruben kam der Name Birtavarre in Gebrauch, nachdem der Ort eigentlich ursprünglich Kåfjordbotn hieß. Weil es gleichzeitig einen Grubenbetrieb im Ort Kåfjord am namensgebenden Kåfjord gab und viele Grubenarbeiter deshalb im falschen Kåfjord ankamen, nahm man aus praktischen Gründen die Namensänderung vor. Der samische Name des Orts ist die Übersetzung von Kåfjordbotn. Der Name Birtavarre ist aus dem Namen des nahegelegenen Fjells Pirttivaara i Kåfjord abgeleitet.

## Gruben und Verhüttung
Der älteste bekannte Erzfund in der Umgebung war in den 1860er-Jahren. Der Industrielle Christian August Anker aus Fredrikshald, dem heutigen Halden, gründete im Jahr 1898 mit einem Eigenkapital von 50.000 GBP die Firma Norwegian Copper Mines Ltd. Obwohl es zu Zwangsversteigerungen kam und ein Feuer im Jahr 1903 an einem einzigen Tag alle Gebäude zerstörte, blieben die Minen mehr oder weniger bis 1919 in Betrieb, bis Überschwemmungen und weitere Brände dem ein Ende setzten.
Die Menschen, die in der Grube von Birtavarre arbeiteten, kamen hauptsächlich aus der näheren Umgebung, aus den Gemeinden Kåfjord und Nordreisa. Einige kamen auch von weither, und das waren die Arbeiter aus Russland und Karelien.
Die Arbeit war hart und gefährlich, etwas worüber Blind-Fredrik in seinem Flugblattgedicht schreibt.
Der Verwaltungsort Ankerlia war auch ein beliebtes Ausflugsziel für die Gesellschaft in Tromsø.  Unter anderem besuchte Cora Sandel den Ort im Frühjahr 1902 mit ihrer Freundin Erika Lund. Von Ankerlia gingen Baustraßen und Fußwege hinauf zu den verschiedenen Minen in Moskogaisa mit Namen wie 111-Sunrise, 115-Central og 117-Sunset. In Moskogaisa wohnten ganze Familien den Winter über und es gab dort oben unter anderem eine Schule. Andere Minen, die mit dem Werk verbunden waren, waren die Minen von Sabetjohk und Skaidi.
Das Erz fand sich als Schicht oder als Linsen im Quarzit-Schiefer in der Nähe von Amphibolit der mit einem Gabbro verbunden war. Es wurde auch Pyrrhotin, Chalkopyrit und Sphalerit abgebaut. Der Kupfergehalt des Erzes lag bei 3–6 Prozent.

Ruinen von Ankerlia
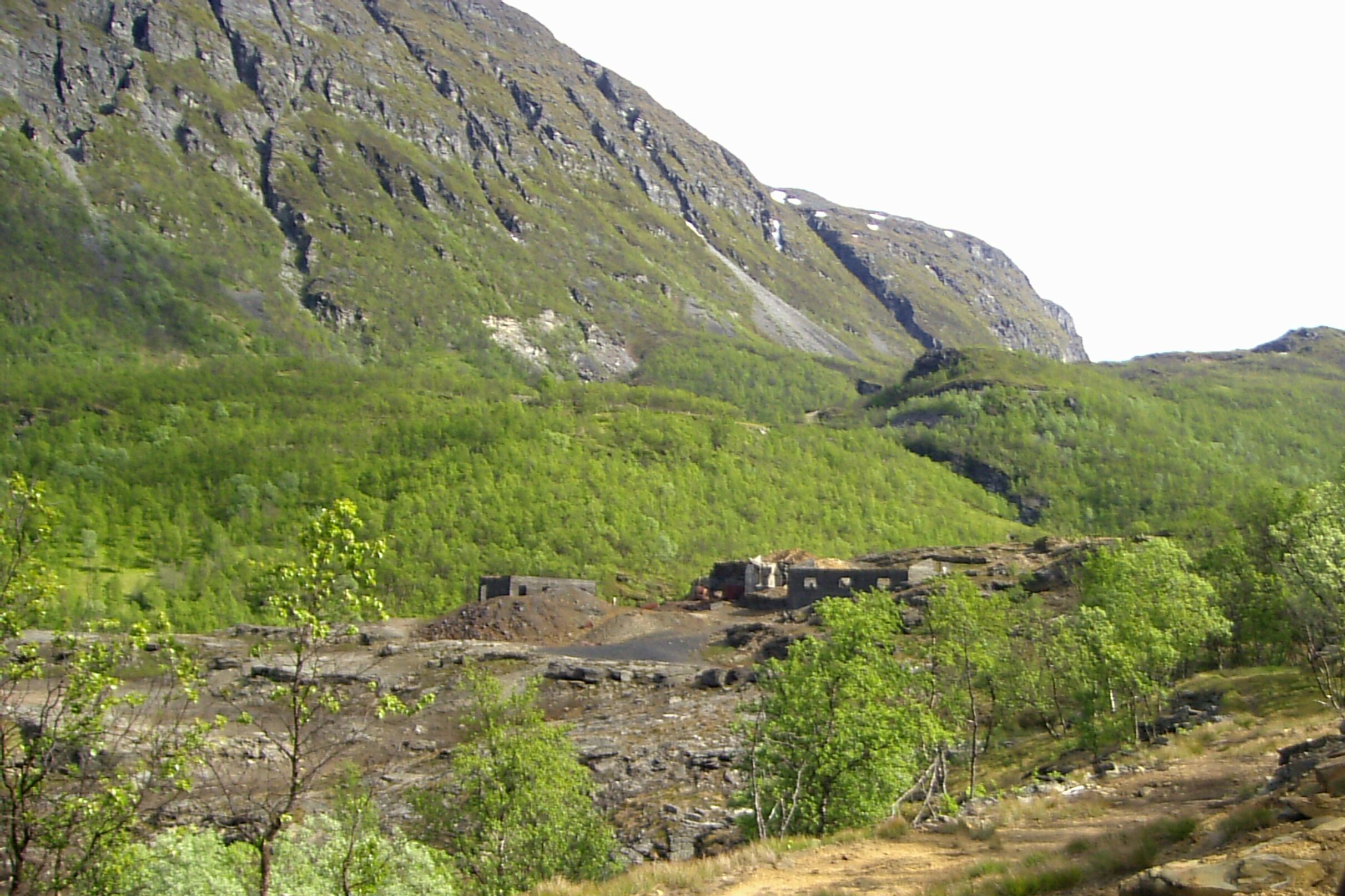
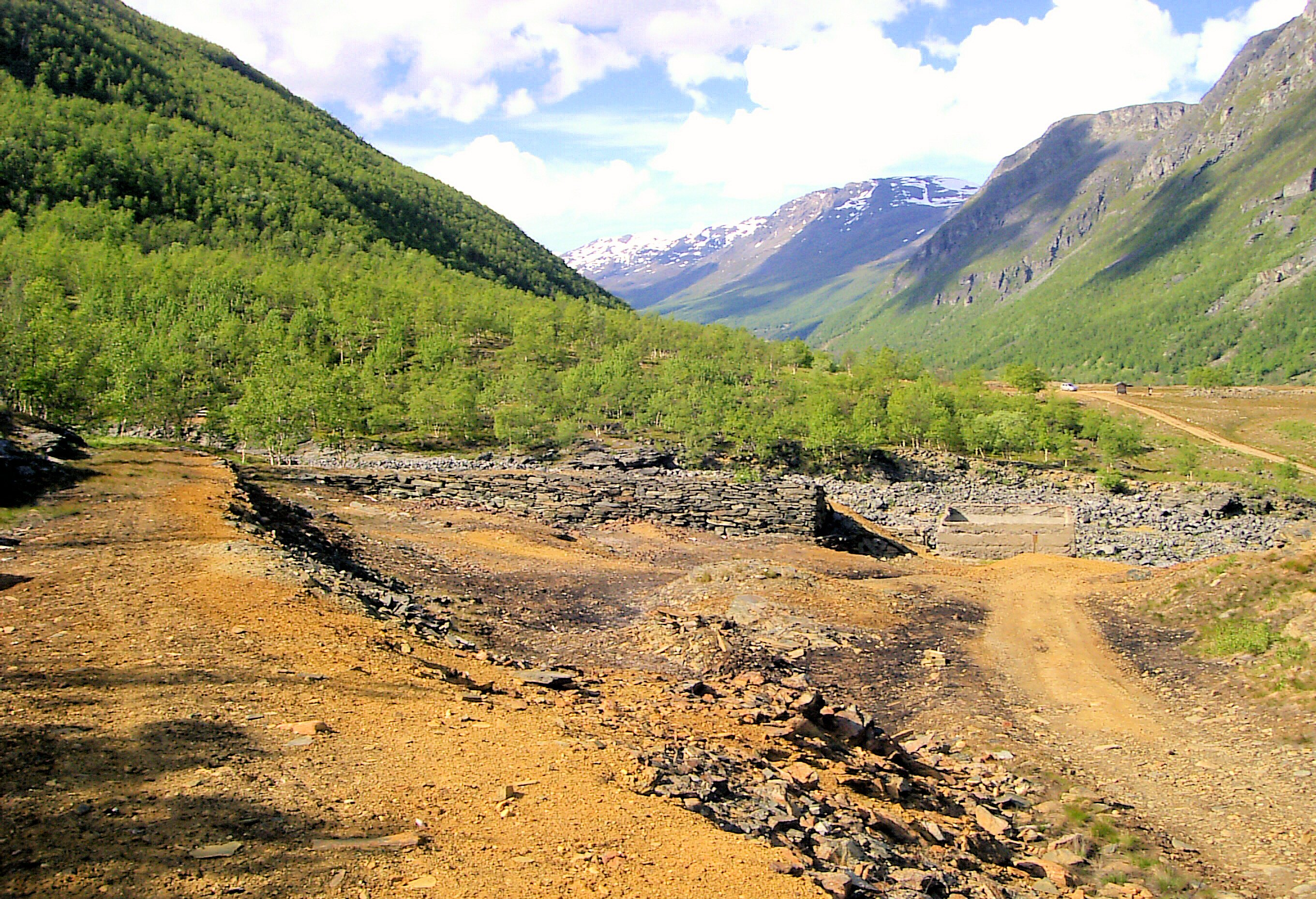
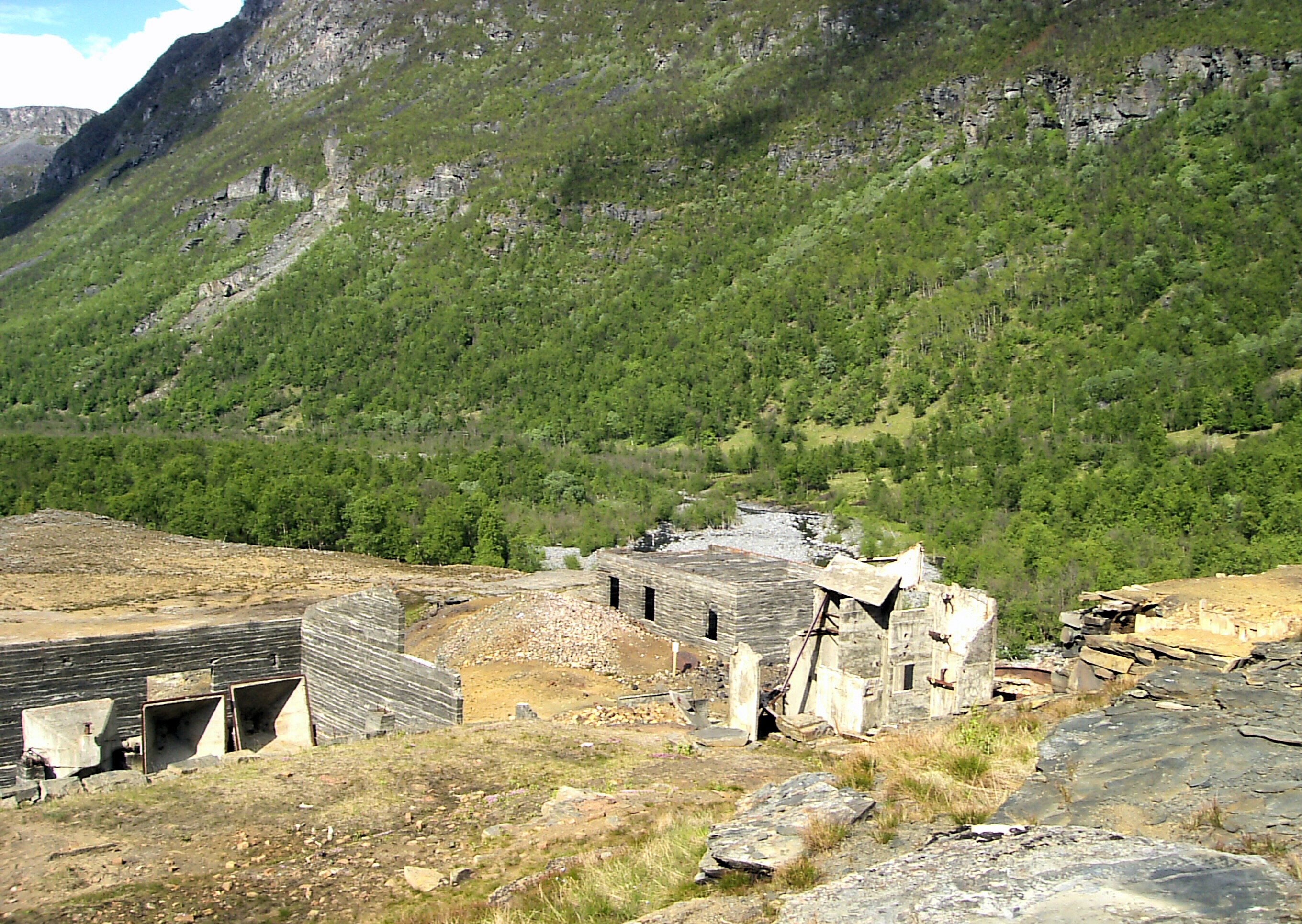

Die Ruinen von Ankerlia sind heute ein Freilichtmuseum mit Lehrpfad durch die alten Hüttenanlagen, Wohnhäuser, Baracken, Bürogebäude und Geschäfte.